# Felix Wankel
Felix Heinrich Wankel (Lahr, 13 d'agost de 1902 – Heidelberg, 9 d'octubre de 1988) va ser un enginyer mecànic alemany i l'inventor d'un fiable motor rotatiu de combustió interna, batejat amb el seu nom com a Motor Wankel.
Wankel va ser un complet autodidacta, i mai va dominar les matemàtiques, la idea del motor rotatiu la va concebre a primerenca edat, en el curs d'experiments domèstics per fabricar un motor de combustió interna. El seu enginy li va valer alguna fama, i durant els anys 1940 va dissenyar vàlvules i portelles per als submarins de la marina alemanya. El seu treball per a l'exèrcit el va portar a presó després de la fi de la guerra.

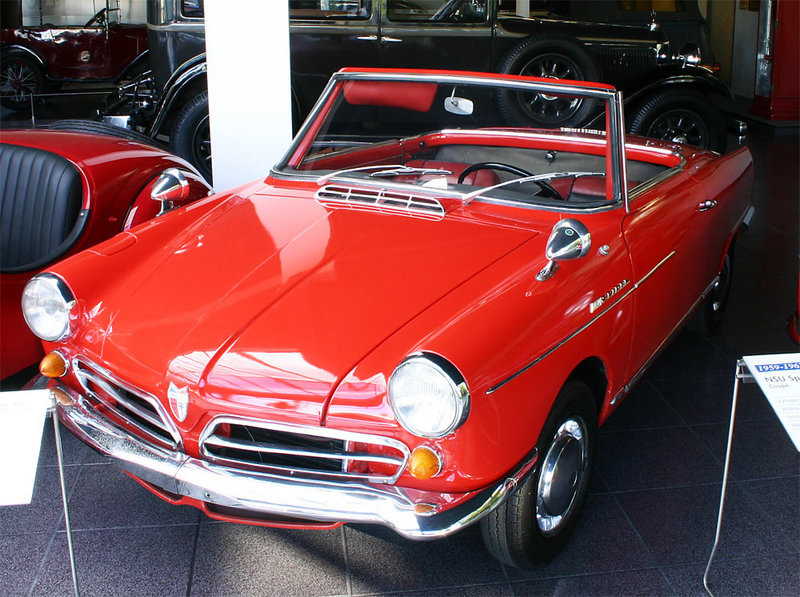
Spider de NSU amb motor Wankel.

No seria fins al 1957, treballant per NSU Motorenwerke AG, quan fabricaria el primer prototip funcional del motor que porta el seu nom. Va obtenir-ne una patent aquell mateix any, el disseny va rebre millores per l'enginyer nord-americà Curtiss Wright, i l'any següent l'automotriu japonesa Mazda va adquirir una llicència per fer-lo servir. La sèrie RX d'esportius de Mazda és l'única línia comercial d'automòbils que empra actualment el motor Wankel, amb considerable èxit en rendiment. El 1969 els seus invents li van valer a Wankel un doctorat honoris causa de la Universitat Tècnica de Múnic.
El 1970 Wankel va establir la fundació que porta el seu nom, a través de la qual es va dedicar a promoure els drets animals. Wankel mai va obtenir un permís de conduir, ja que patia de miopia. Va morir a Heidelberg el 1988.